# Côte (Colombie-Britannique)
Pour les articles homonymes, voir Côte.

Les trois grandes régions de la Colombie-Britannique

La côte de la Colombie-Britannique (en anglais : British Columbia Coast) ou plus couramment la Côte (en anglais : The Coast) est une des trois grandes régions de la province de Colombie-Britannique au Canada. Elle est constituée de la bande de terrain située à l'ouest de la chaîne Côtière, à l'exclusion de la petite région du Lower Mainland située à l'extrême sud-ouest de la province autour de la ville de Vancouver, ainsi que des très nombreuses îles qui bordent le littoral. La région longe le littoral continental sur la moitié sud de la province, tandis que sur la moitié nord elle est bordée à l'ouest par l'Alaska Panhandle (extension sud de l'État d'Alaska).
Les deux autres grandes régions de la Colombie-Britannique sont l'Intérieur (The Interior) et le Lower Mainland.
La Côte est une région très montagneuse et forestière, au climat maritime et humide ; la Chaîne Côtière (Coast Mountains) s'y étend sur 1600 kilomètres. Elle est découpée de nombreux fjords spectaculaires et constitue une barrière difficilement franchissable entre l'océan Pacifique à l'ouest et le centre de la Colombie-Britannique à l'est. Seuls trois cours d'eau importants, le Fraser, la Skeena et la Stikine, traversent cette barrière. Les vallées du Fraser et de la Skeena permettent le passage des deux seules routes terrestres qui relient la Côte à l'Intérieur.

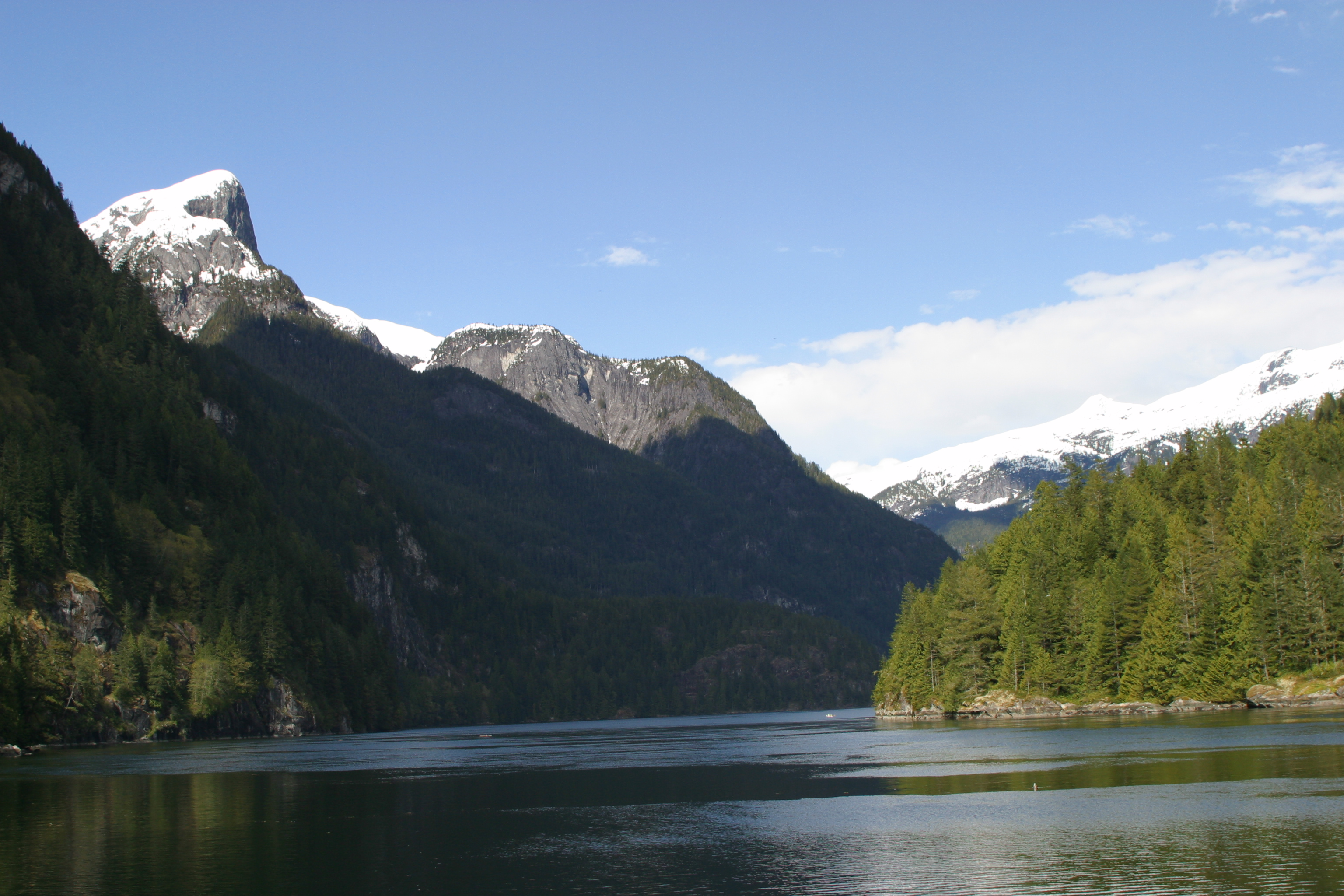
Princess Louisa Inlet, une des branches de la baie Jervis (Jervis Inlet)

## Toponyme
« Coast » n'est pas un toponyme officiel de la région, mais il s'agit d'un terme très couramment employé localement.